# 39 км (зупинний пункт, Львівська залізниця)
39 кіло́метр — пасажирський залізничний зупинний пункт Львівської дирекції Львівської залізниці.
Розташований у селі Підгайчики, Самбірський район Львівської області на лінії Оброшин — Самбір між станціями Рудки (1 км) та Коропуж (6 км).
Станом на травень 2019 року щодня п'ять пар електропотягів прямують за напрямком Львів — Сянки.